# Xã Lebanon, Quận St. Clair, Illinois
Xã Lebanon (tiếng Anh: Lebanon Township) là một xã thuộc quận St. Clair, tiểu bang Illinois, Hoa Kỳ. Năm 2010, dân số của xã này là 4.538 người.